# ISO 3166-2:NO
ISO 3166-2:NO is een ISO-standaard met betrekking tot de zogenaamde geocodes. Het is een subset van de ISO 3166-2 tabel, die specifiek betrekking heeft op Noorwegen.
De gegevens werden tot op 9 april 2019 geüpdatet op het ISO Online Browsing Platform (OBP). Hier worden 18 departementen - county (en) / département (fr) / fylke (nb) / fylke (nn) –  en 2 arctische regio’s - arctic region (en) / région arctique (fr) / arktisk område (nb) / arktisk område (nn) - gedefinieerd.
Volgens de eerste set, ISO 3166-1, staat NO voor Noorwegen, het tweede gedeelte is een tweecijferig nummer.

## Codes
| Code  | Naam             | Categorie       |
| ----- | ---------------- | --------------- |
| NO-02 | Akershus         | departement     |
| NO-09 | Aust-Agder       | departement     |
| NO-06 | Buskerud         | departement     |
| NO-20 | Finnmark         | departement     |
| NO-04 | Hedmark          | departement     |
| NO-12 | Hordaland        | departement     |
| NO-22 | Jan Mayen        | arctische regio |
| NO-15 | Møre og Romsdal  | departement     |
| NO-18 | Nordland         | departement     |
| NO-05 | Oppland          | departement     |
| NO-03 | Oslo             | departement     |
| NO-01 | Østfold          | departement     |
| NO-11 | Rogaland         | departement     |
| NO-14 | Sogn og Fjordane | departement     |
| NO-21 | Svalbard         | arctische regio |
| NO-08 | Telemark         | departement     |
| NO-19 | Troms            | departement     |
| NO-23 | Trøndelag        | departement     |
| NO-10 | Vest-Agder       | departement     |
| NO-07 | Vestfold         | departement     |